# داویده بالرینی
داویده بالرینی (ایتالیایی: Davide Ballerini؛ زادهٔ ۲۱ سپتامبر ۱۹۹۴) دوچرخه‌سوار اهل ایتالیا است.
از باشگاه‌هایی که در آن رکاب زده‌است می‌توان به تیم تینکوف و اندرونی جوکاتولی–سیدرمک اشاره کرد.